# Laigné
Laigné ist eine Ortschaft und eine Commune déléguée in der französischen Gemeinde Prée-d’Anjou mit 835 Einwohnern (Stand 1. Januar 2022) im Département Mayenne in der Region Pays de la Loire. Die Einwohner werden Laignéens genannt.
Die Gemeinde Laigné wurde am 1. Januar 2017 mit Ampoigné zur neuen Gemeinde Prée-d’Anjou zusammengeschlossen, deren Verwaltungssitz der Ort Laigné ist. Laigné hat seither den Status einer Commune déléguée. Die Gemeinde gehörte zum Arrondissement Château-Gontier und zum Kanton Château-Gontier.
Laigné liegt rund 32 Kilometer südsüdwestlich von Laval.

## Einwohnerentwicklung
| Jahr                       | 1962 | 1968 | 1975 | 1982 | 1990 | 1999 | 2006 | 2013 |
| Einwohner                  | 756  | 701  | 694  | 691  | 668  | 674  | 750  | 855  |
| Quellen: Cassini und INSEE |      |      |      |      |      |      |      |      |

## Sehenswürdigkeiten
- Romanische Kirche Saint-Martin-de-Vertou, Monument historique
- Kapelle La Rouaudière aus dem Jahre 1747
- Haus La Teillais aus dem 18. Jahrhundert, seit 1990 Monument historique
- Herrenhaus von Fontenelle aus dem 17. Jahrhundert, seit 1964 Monument historique

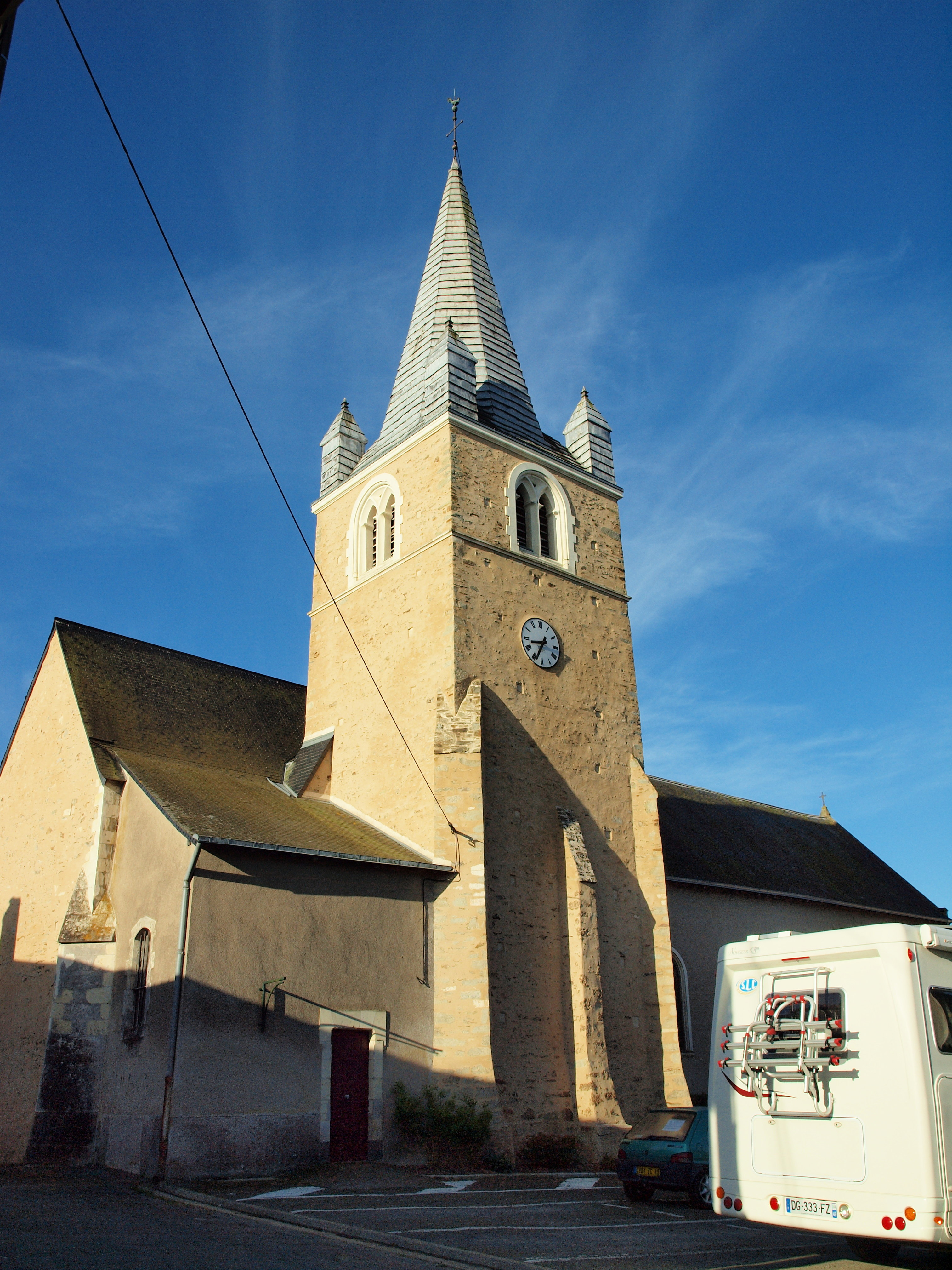
Kirche Saint-Martin-de-Vertou